# 谢生瑞
谢生瑞（1979年5月—），甘肃嘉峪关人，汉族，中国共产党党员。中华人民共和国政治人物、第十三届全国人民代表大会甘肃省代表。

## 生平
2018年，谢生瑞被选为甘肃省出席第十三届全国人民代表大会代表。